# カルト

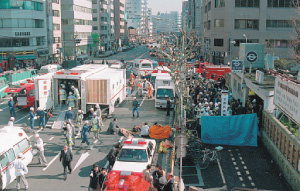
オウム真理教による地下鉄サリン事件（1995年）

カルト（英: cult）は、ラテン語のcolo（動詞：耕す）から派生した cultus （名詞：耕作、世話、崇拝など）を語源とする言葉である。フランス語（仏: culte）では、宗教の宗旨別を意味し、学術用語としてはカリスマ的指導者を中心とする小規模で熱狂的な会員の集まりを指す。現在では、宗教団体を中心に反社会的な組織や団体を指して使用される。
ヨーロッパでは、一般的な宗教から派生した団体を「セクト」（仏: secte）と呼び、カルトと同義として扱われている。

## 概要
「カルト」（英: cult）とは、米国で伝統的に異端的なキリスト教や新宗教に対して使われた言葉である。特に1978年に発生した人民寺院事件以降、反社会的な宗教団体に対して「カルト」という言葉がマスメディアで使われ、警戒が呼び掛けられた。日本では1990年頃にこの概念が導入されたが、メディアはこの用語に関して慎重な使い方をしている。
精神科医のロバート・J・リフトンは、カルトの特徴として、崇拝の対象となるカリスマ的リーダーの存在、強制的説得と思考改革、リーダーによる一般会員の経済的・性的・心理的搾取の3つを挙げているほか、科学史家のマイケル・シャーマーは宗教団体に限定されない以下のカルトの定義を紹介した。
- 集団の指導者に対する崇拝 - 聖人あるいは神格に向けられるものとさして変わらない賛美
- 指導者の無謬性 - 絶対に間違いを犯さないという確信
- 指導者の知識の広さ - 哲学的な事柄から日常の些細なことまで指導者の信条や口にすることはなんでも無条件に受けいれる
- 説得のテクニック - 新たな信徒を獲得し、現状の信仰心を補強するために、寛大なものから威圧的なものまで手段はさまざま
- 秘密の計画 - 集団は絶対的な真理と道徳観を持ち、信仰の真の目的と計画が曖昧であり、新規入信者や一般大衆には明確に提示されていない
- 欺瞞 - 入信者や信徒は、指導者や集団の中枢部に関してすべてを知らされるわけではなく、また大きな混乱を招くような不備や厄介事に発展しそうな事件、あるいは状況は隠蔽されている
- 金銭及び性的な利用 - 金銭およびそのほかの資産を差し出すよう説得される。指導者には一人かそれ以上の信徒との性的関係が許されている
- 絶対的な真理 - さまざまなテーマにおいて、指導者、あるいは集団が見出した究極の知識に対する自信
- 絶対的な道徳観 - 指導者、あるいは集団が確立した、組織の内外を問わず等しく当てはまる、思考および行動に関する善悪の基準への盲信。その道徳の基準にきちんと従えば、組織の一員としていられるが、そうでない者は破門されるか罰せられる

日本でカルトとみなされている宗教団体の数は多くない。1995年（平成7年）の地下鉄サリン事件や反対派へのVXガス襲撃事件などのテロを繰り返したオウム真理教は破壊的カルトとみなされている。旧統一教会（現・世界平和統一家庭連合）も祟りや因縁を騙り、壺や印鑑、多宝塔を霊感商法で販売した信者が有罪判決を受けたり、教団の使用者責任・監督責任が裁判所で認定されたこと、性差別的な教義などからカルトとみなされている。
その他にも、成田ミイラ化遺体事件を引き起こしたライフスペース、違法行為こそ行っていないがその特異な行動が注目されたパナウェーブ研究所、信者に対する性暴力が問題視された摂理（キリスト教福音宣教会）もカルトとみなされるほか、浄土真宗セクトの親鸞会や日蓮正宗分派の顕正会、自己啓発セミナーなども布教・教化方法に問題があるとされ、カルト視されることも少なくない。
日本においては戦後、政府が特定集団をカルトと名指しする例は一切存在しなかったが、2022年（令和4年）12月9日の参院消費者問題特別委員会において、岸田内閣の河野太郎消費者担当相が「（旧統一教会は）カルトに該当する」と発言し、世界平和統一家庭連合（旧統一教会）が、反社会的な宗教団体である「カルト」に当たるとの認識を示した。岸田文雄首相は「社会的に問題がある団体」との説明にとどめている。
また、カルトが行う勧誘やメンバーの支配の手法としてマインドコントロールが合わせて論じられる。例えば、三菱総合研究所と大学生協はカルトによるマインドコントロールを大学生活で注意すべき危険とし、大学生に向けて注意喚起を行っている。

## カルトの分類

### 破壊的カルト

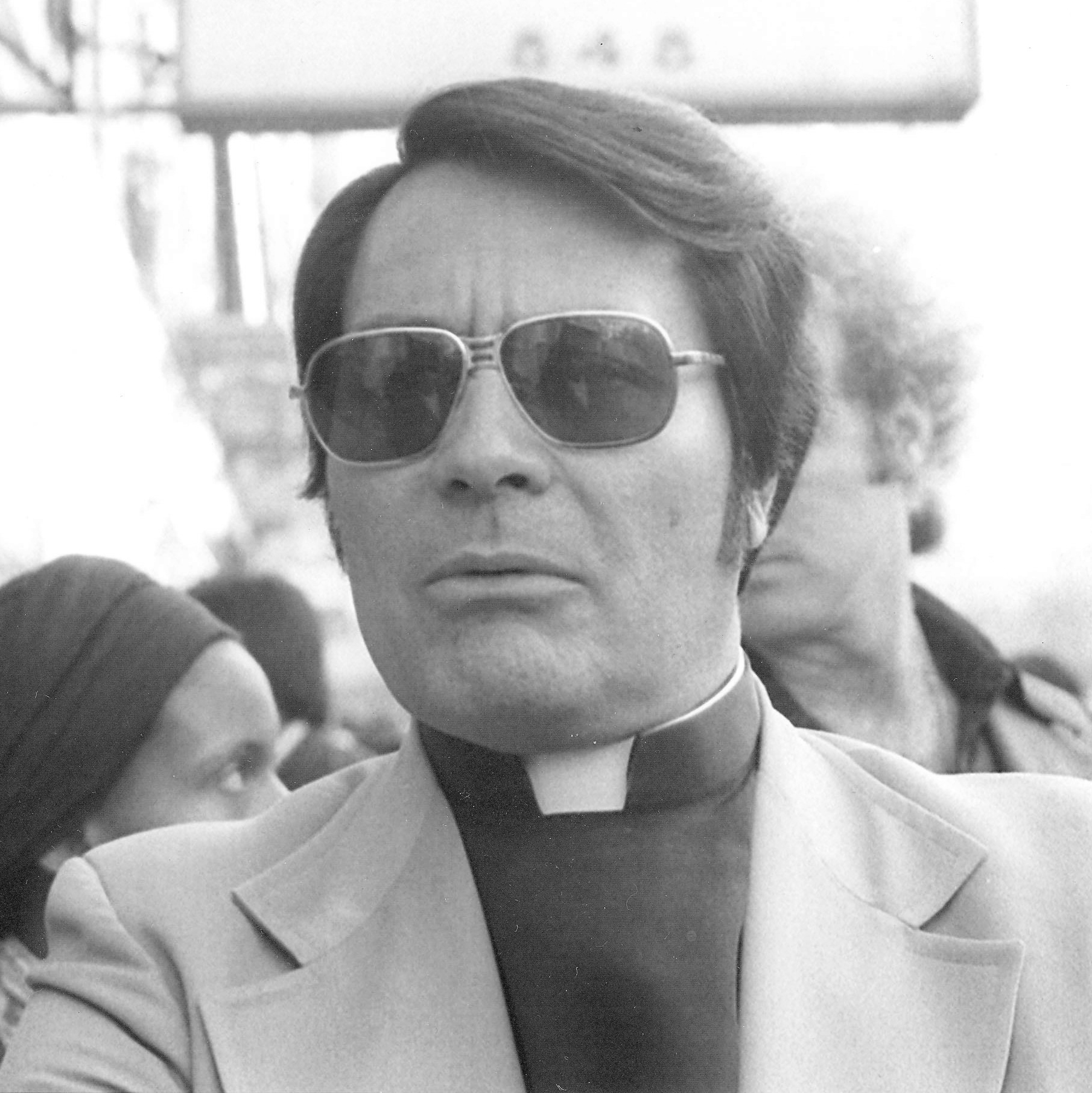
ジム・ジョーンズは人民寺院の指導者として知られる

破壊的カルトとは、一般にそのメンバーが故意にグループの他のメンバーや外部の人間を傷つけたり殺したりしたグループのことを指す。宗教的寛容を啓蒙するオンタリオ州の団体は、この用語の使用を「メンバーまたは一般大衆の間に生命の損失を引き起こした、または引き起こす可能性がある」宗教団体に特に限定している。 反カルト団体である国際カルト研究協会の事務局長である心理学者のマイケル・ランゴンは破壊的カルトを「メンバーや勧誘を利用し、時には身体的・心理的に損害を与える高度に操作的な団体」として定義している。
精神科医のジョン・ゴードン・クラークは、全体主義的な統治システムと金儲けの強調が破壊的なカルトの特徴であると主張している。『カルトと家族』で著者は破壊的カルトを精神病質症候群として定義するシャピロを引用し、その特徴は以下のようなものであると主張する。「行動や人格の変化、個人的アイデンティティの喪失、学業活動の停止、家族からの疎外、社会への無関心、カルト指導者による顕著な精神支配と奴隷化」である。
ラトガース大学の社会学者ベンジャミン・ザブロッキの意見では、破壊的カルトはメンバーに対する虐待が生じるリスクが高く、それはメンバーがカリスマ的リーダーを崇拝し、リーダーが権力によって堕落することに一因があると述べている。 バレットによれば、破壊的カルトに対してなされる最も多い告発は性的虐待であるという。神学者のクラネンボーグによれば、メンバーに標準治療を利用しないように指導するグループは危険である。これは身体的・心理的被害に及ぶこともある。

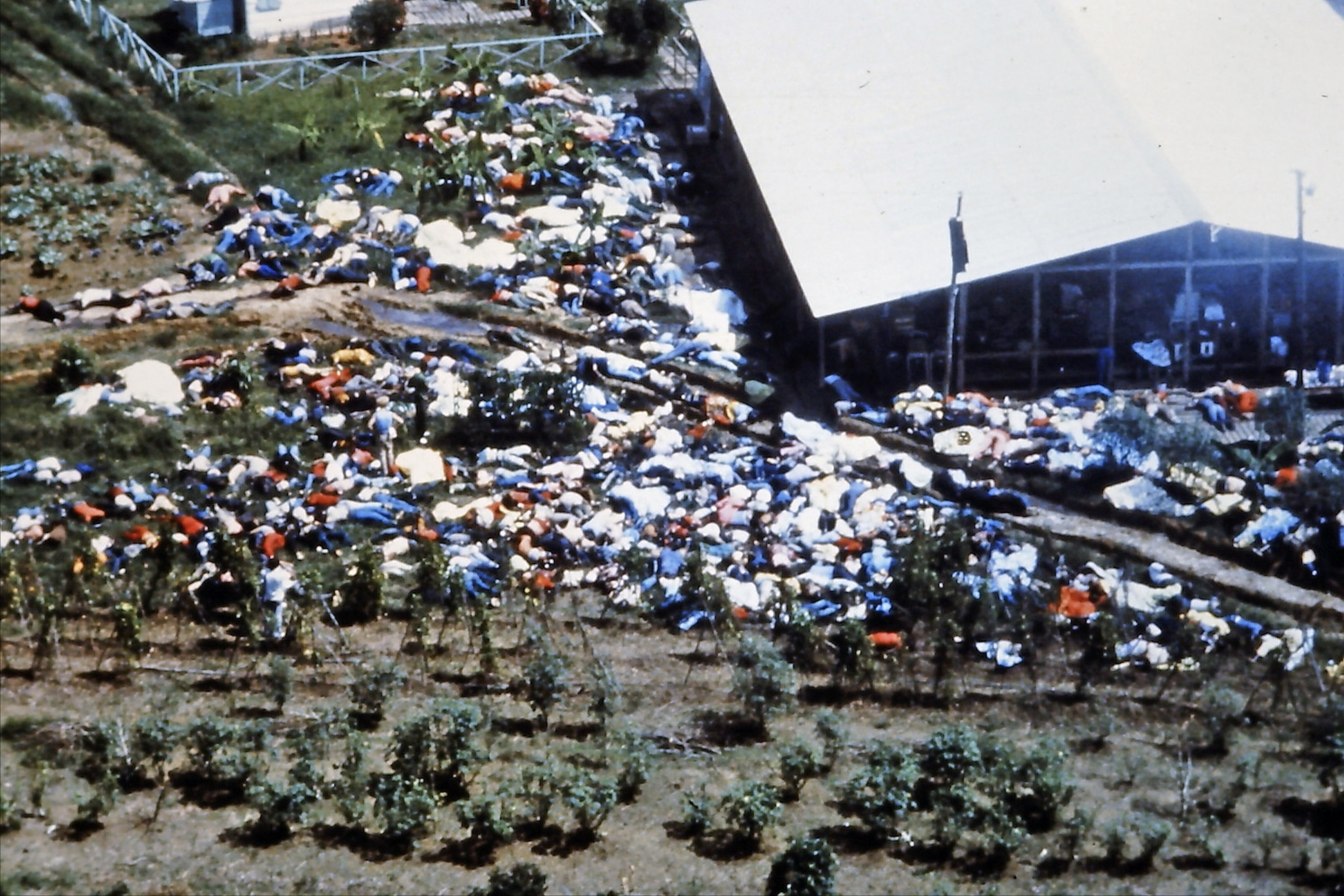
人民寺院の集団自殺（1978年）

一部の研究者は、破壊的カルトという用語の使い方を批判し、それは必ずしも自分自身や他者にとって本質的に有害ではないグループを表現するために使われていると主張している。ジョン・A・サリバは彼の著書の中で、この用語は過度に一般化されていると主張し、人民寺院を「破壊的カルトのパラダイム」として見ており、この用語は集団自殺を暗示していると考えている

### ドゥームズデー・カルト
ドゥームズデー・カルトは終末論や千年王国を信じる集団を表すのに使われる表現であり、災害を予測する集団とそれを起こそうとする集団の両方を指すのに使われることがある。 1950年代、アメリカの社会心理学者レオン・フェスティンガーと彼の同僚は、シーカーズと呼ばれる小さなUFO宗教のメンバーを数ヶ月間観察し、カリスマ的指導者からの予言が失敗する前と後のメンバーの会話を記録し、その研究を後に出版した。1980年代後半、ドゥームズデー・カルトはニュース報道の主要なトピックであり、一部の記者やコメンテーターは彼らを社会に対する深刻な脅威と捉えていた。 フェスティンガーとリーケン、シャッターによる1997年の心理学研究は、人々が主流の運動で繰り返し意味を見出せなかった後に、激変的な世界観に転向することを発見した。人々はまた、多くの人が予言的に時代の終わり、つまり世界の終わりを示すと予測された世紀の変わり目のような世界的な出来事に意味を見出そうと努力する。 古代マヤ暦は2012年で終わるが、人々の多くがこの年に地球を揺るがす壊滅的な災害が起こるだろうと予測した。

### 政治的カルト

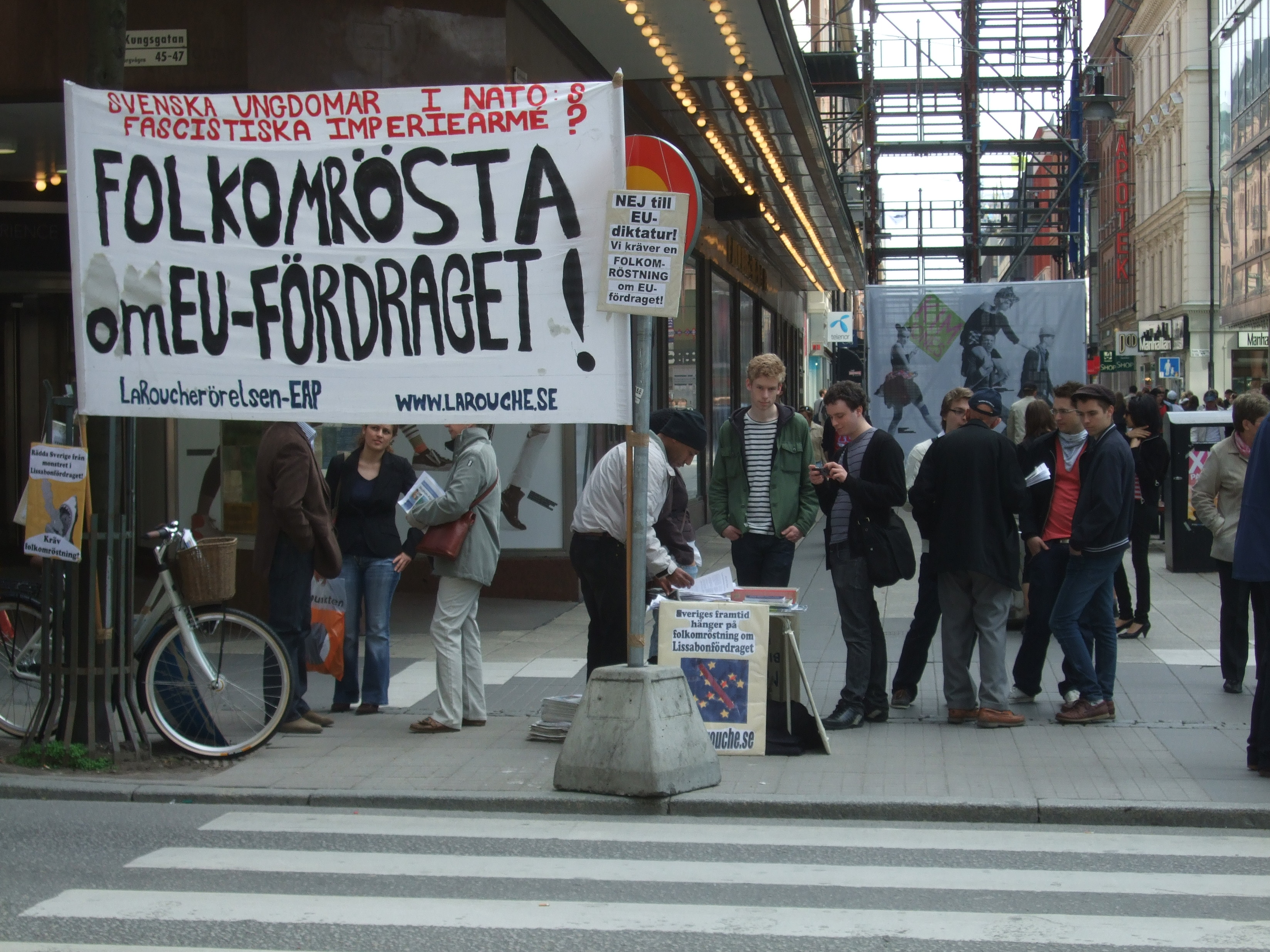
ストックホルムの街頭でリスボン条約に抗議するラルーシュ運動のメンバー

政治的カルトとは、政治活動やイデオロギーに主な関心を持つカルトである。 政治的カルトと呼ばれるグループは、主に極左や極右の思想を流布し、ジャーナリストや学者から注目されている。デニス・トゥーリッシュとティム・ウォルフォースは、彼らがカルトとする米国と英国の約12の組織について述べている。 別の記事でトゥーリッシュは、次のように述べている：。
1990年、ルーシー・パトリックは次のようにコメントしている。
イランでは「ホメイニ教団」が「世俗宗教」へと発展していった。イランの作家であるアミール・タヘリによれば、ホメイニはイマームと呼ばれ、「十二イマーム派を十三人のカルトに」している。ホメイニの像は巨大な岩や山の斜面に刻まれ、祈りは彼の名で始まり、終わり、彼のファトワは彼の死後も有効である（シーア派の原則に反することである）。また「神、コーラン、ホメイニ」や「神は一つ、ホメイニは指導者」といったスローガンは、イランのヒズボラの鬨として用いられている。 ホメイニの写真は今でも多くの官庁に飾られているが、1990年代後半には「ホメイニの崇拝は色あせていた」とも言われている。

#### ラルーシュ運動
ラルーシュ運動は、リンドン・ラルーシュと彼の思想を推進する政治的・文化的ネットワークである。世界中の多くの組織や企業を巻き込み、キャンペーンや情報収集、書籍や定期刊行物の出版などを行っている。『ニューヨーク・タイムズ』紙はこの団体を「カルト的」であるとしている。
この運動は1960年代の急進的左派の学生運動の中で発生した。1970年代から1980年代にかけて、アメリカでは何百人もの候補者が「ラルーシュ・プラットフォーム」に基づいて民主党の州予備選挙に立候補し、リンドン・ラルーシュは大統領候補として繰り返しキャンペーンを行った。しかし、ラルーシュ運動はしばしば極右とみなされる。1970年代から1980年代にかけての最盛期には、ラルーシュ運動は私的な諜報機関を発達させ、外国政府と接触した。

#### アイン・ランド協会
アイン・ランドの信奉者は、彼女の生前は経済学者のマレー・ロスバードによって、その後はマイケル・シャーマーによってカルトと特徴づけられている。ランドを中心としたグループは「集団」と呼ばれたが、現在は消滅し、現在のランドの思想を発信する主なグループはアイン・ランド協会である。この集団は個人主義的な哲学を提唱していたが、ロスバードは「レーニン主義」的な組織であると主張している。

#### 統一教会
朝鮮半島北部出身の文鮮明によって設立された統一教会（統一運動としても知られる）は強い反共主義の立場をとっている。1940年代、文は大日本帝国に対する朝鮮独立運動で共産主義者と協力した。しかし、朝鮮戦争（1950年-1953年）後は、反共主義を公言するようになる。文は民主主義と共産主義の間の冷戦を神と悪魔の最後の対立と見なし、その最前線として朝鮮半島の分断があるとした。統一運動はその創設後すぐに、蒋介石が1966年に中華民国（台湾）の台北で設立した世界自由民主連盟や、「ラジオ・フリー・アジア」を後援する国際パブリック・ディプロマシー組織である韓国文化自由財団などの反共組織の支援を開始した。

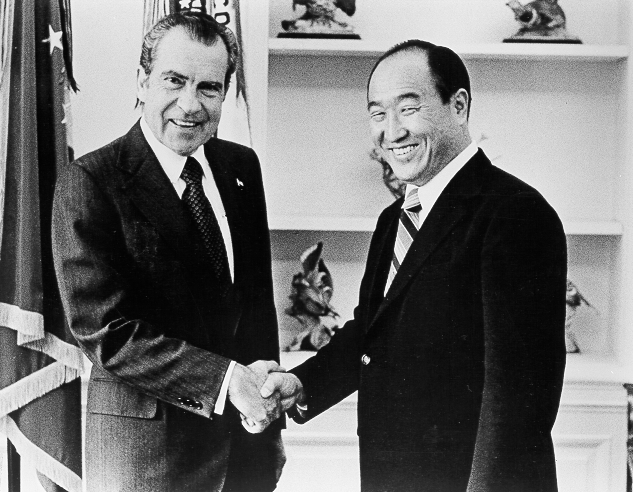
ホワイトハウスにて面会したニクソン大統領と文鮮明（1974年）

1974年、統一教会は共和党のリチャード・ニクソン大統領を支持し、ウォーターゲート事件の後に彼のために結集し、ニクソンはそれに対して個人的に感謝した。1975年、文はソウルの汝矣島で北朝鮮の軍事侵略の可能性に対する政府主催の集会で、約100万の聴衆を前に演説した。統一運動は、多くの人が第三次世界大戦と核によるホロコーストにつながる可能性があると述べたその反共主義的な活動のために、主流と新興の両方のメディアによって批判された。
1977年、アメリカ合衆国下院の国際関係委員会国際機構小委員会は、韓国の情報機関であるKCIAがアメリカとの政治的影響力を得るためにこの運動を利用し、一部のメンバーが議会事務所でボランティアとして働いていたことを明らかにした。委員会はまた、ニクソンを支持する統一教会のキャンペーンに対するKCIAの影響の可能性を調査した。
1980年、統一教会はニューヨークに拠点を置く反共産主義教育組織であるカウサ・インターナショナルを設立した。1980年代には21カ国で活動していた。アメリカでは、福音派やキリスト原理主義の指導者のための教育会議や、上院議員、ヒスパニック系アメリカ人、保守派活動家のためのセミナーや会議を後援した。
1990年4月、文鮮明はソビエト連邦を訪問し、ミハイル・ゴルバチョフと会談した。文はソビエト連邦で進行中の政治的・経済的変革への支持を表明した。同時期に統一運動は旧共産圏の国にも拡大した。1994年、『ニューヨーク・タイムズ』紙は、統一教会の政治的影響力を認め、「アメリカにおける保守的な大義に外国の財産を注ぎ込んでいる神権勢力」であると記述した。1998年、エジプトの新聞『アル・アハム』は、文の「極右的傾向」を批判し、イスラエルの保守派の首相・ベンヤミン・ネタニヤフとの個人的関係を示唆している。
統一教会はまた、『ワシントン・タイムズ』、『インサイト・オン・ザ・ニュース』、『ユナイテッド・プレス・インターナショナル』、『ニュースワールド・コミュニケーションズ・ネットワーク』を含むいくつかのニュースメディアを所有している。『ワシントン・タイムズ』のオピニオンエディターのチャールズ・ハートはワシントンD.C.で最も早い時期にドナルド・トランプを支持した人物の1人だった。2018年にハートはトランプをロナルド・レーガン、マーチン・ルーサー・キング・ジュニア、マーガレット・サッチャー、ローマ法王のヨハネ・パウロ2世と並ぶ人物とみなし、「自由の偉大なチャンピオン」としている。 2016年に『ワシントン・タイムズ』は特定のアメリカ合衆国大統領候補を支持しなかったが、2020年の再選に向けてトランプを支持した。

#### 労働者革命党
イギリスでジェリー・ヒーリーにより指導され、女優のヴァネッサ・レッドグレイヴに強く支持されていたトロツキー主義の政党である労働者革命党（WRP）は、トロツキスト運動に関わるグループ外の人物によって、1970年代から1980年代にかけてカルトであった、あるいはカルト的特徴を示す集団であったと説明されてきた。ウォルフォースとトゥーリッシュもそのようにみなしており、元メンバーであるボブ・ピットも同団体を「カルト的特徴」を持っていると認めている。

#### グロイパー軍団
グロイパー軍団は白人至上主義、キリスト教ナショナリズム、インセルの思想を吹き込まれたオルタナ右翼の派閥である。この運動のかつてのリーダーの複数は、ニック・フエンテスがそれをカルトのように指導していると非難し、フエンテスが支持者に絶対的な忠誠心を要求し、それを濫用していると批判している。フエンテスは「カルト的なメンタリティ」を持っていると賞賛し、自身の運動をカルトと「皮肉を込めて」認めている。
グロイパー軍団は2021年の合衆国議会議事堂襲撃事件に参加したことでも知られる。

#### その他の政治的カルト
スペインの極右政党・Voxを後援していたメキシコの極右グループ『エル・ユンケ』や、Qアノン陰謀論、ラテンアメリカにおける福音派キリスト教の一部はカルトとみなすことができる。

### 経済カルト
心理学者のスティーブン・ハッサンは、アムウェイやタッパーウェアに代表される連鎖販売取引（マルチ商法、またはMLM）をカルトとみなしている。これらは短期間で大規模な利益を得られると謳うが、しばしば急激な投資を必要とし、大半の参加者は資産を失うことになる。MLMはカルトの勧誘に使われる戦術を応用して参加者を集める。「ラブ・ボミング」という戦術は、愛情を浴びせることで人を引き込もうとするもので、例えば、ビジネス経験のない女性に対しても「あなたはビジネスをするために生まれてきたのです」と言う。
情報統制も経済カルトがよく使う手口であり、MLMは会員に対して、ソーシャルメディア上でMLMを批判する人間を「ブロック」するように指導する。参加者が勧誘時に謳われたような利益を得られていないことに気づいたとき、グループの上司は「成功しないのは努力が足りないからだ」と叱責する。また、参加者を辞めたいと申し出れば、罪悪感を抱くように非難される。このほかにも、MLMの勧誘はたびたびカルトが使うマインドコントロールの手法と結びつけて論じられる。
MLMはロビー活動に多額の資金を費やしており、また権威付けのために著名人や財界人に多額の講演料を払っている。例えば、元アメリカ合衆国大統領のドナルド・トランプはいくつかのMLMのグループに関与していた。

### 一夫多妻カルト（ポリガミーカルト）
一夫多妻制を提唱し、実践するカルトは、少数派ではあるが古くから指摘されている。北米には約5万人のポリガミーカルトのメンバーがいると推定されている。しばしば、ポリガミーカルトは法的権威と主流の社会の両方から否定的に見られ、家庭内暴力や児童虐待の可能性に結びつけられ、関連する主流の教団に対する否定的な認識も加わって見られることもある。
1830年代から、末日聖徒イエス・キリスト教会（LDS、またはモルモン教）の教会員は一夫多妻制、または複婚を実践していた。1890年、LDSの総裁であるウィルフォード・ウッドラフは、LDSが新たな複婚を行わないことを発表する宣言を発表した。反モルモン感情は薄れ、ユタ州の州権獲得への反対運動も弱まった。アメリカ合衆国上院のリード・スムートによる1904年の聞き取り調査では、LDSのメンバーが今だに一夫多妻を行っていることを記録し、教会に第二の宣言書を発行させ、再び新たな複婚の実行を中止させた。1910年までに、末日聖徒イエス・キリスト教会は新たな複婚を行った者を破門した。1890年の宣言の施行により、様々な分派が複婚の実践を続けるために末日聖徒イエス・キリスト教会から離脱した。そのようなグループはモルモン原理主義者として知られている。例えば、末日聖徒イエス・キリスト原理主義教会はしばしば一夫多妻制のカルトとして記述される
。

### 人種差別的カルト

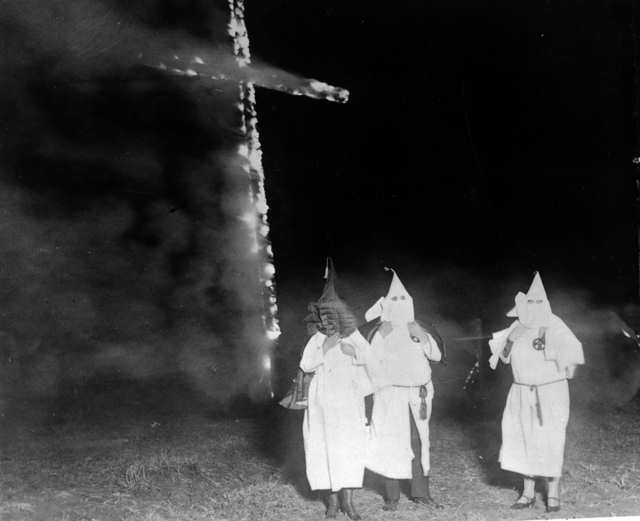
クー・クラックス・クランの儀式（1915年）

社会学者・歴史家のオーランド・パターソンは、南北戦争後にアメリカ南部で発生したクー・クラックス・クランを異端のキリスト教カルトとし、またアフリカ系アメリカ人等への迫害を、人間の生贄の一形態として記述している。19世紀から20世紀初頭にかけて、ドイツとオーストリアにおけるアーリア人種至上主義カルトの存在はナチズムの台頭に強く影響を与えた。現代のアメリカにおけるホワイトパワー・スキンヘッドグループは、破壊的カルトとして特徴付けられるグループと同じ勧誘手法を用いる傾向にある。

### テロリストカルト
精神科医のピーター・A・オルソンは自身の著書の中で、ウサーマ・ビン・ラーディンをジム・ジョーンズ、デヴィッド・コレシュ、麻原彰晃、マーシャル・アップルホワイト、リュック・ジュレ、ジョセフ・ディ・マンブロなど特定のカルト指導者と比較し、これらの個人のそれぞれが、自己愛性パーソナリティ障害の9項目のうち少なくとも8項目に該当するとしている。カール・ゴールドバーグとバージニア・クレスポは自身の著書の中で、ウサーマ・ビン・ラーディンを「破壊的カルトの指導者」として言及している。
アメリカ心理学会（APA）の2002年の会合で、スティーブン・ハッサンはアルカーイダが破壊的カルトの特徴を満たしていると述べ、次のように付け加えた。
『タイムズ』に掲載されたアルカーイダに関する記事の中で、ジャーナリストのメアリー・アン・シーガートはアルカーイダが「古典的なカルト」に似ていると書いている。
アルカーイダと同様に、ISILもさらに過激で純血主義的なイデオロギーを信奉している。その目的は、宗教指導者の解釈によるシャリーアによって支配される国家を作ることであり、彼らは健康な男性メンバーを洗脳して、教会やシーア派のモスクなど、計画的に選定された民間人を含む敵に対して、自動車爆弾などの装置を使って特攻するよう命じている。メンバーはこれを正当な行為、義務であるとさえ考えており、この政治的・軍事的行動の究極の目標は、最終的に集団のイスラム教の信念に従って世界の終わりをもたらし、彼らの敵のすべて（すなわち彼らの側にいない者）が全滅する終末論的最終決戦に参加する機会を持つことである。 そのような試みは2017年に失敗に至ったが、生き残りの大部分がテロリズムに回帰した。

## 歴史

### 発祥
カトリック教会などによる聖人崇敬(cult of saints、キリスト教の聖人崇敬を行う教派では崇敬 Cult と礼拝・崇拝 Adoration は区別される)、19世紀末にメラネシア各地で起こったカーゴカルト(cargo cult)といった用例もあるが、否定的・批判的なニュアンスは存在しない。

### 20世紀初頭
社会学者のマックス・ヴェーバーとプロテスタント神学者のエルンスト・トレルチは、『キリスト教会の社会教育』において「チャーチ=セクト類型」（church-sect typology）を提示し、カルト（ドイツ語でセクト：sekte）を宗教団体の初期形態として位置付けた。この段階のカルト＝セクトでは周辺からの迫害に遭うが市民権を得るにしたがってその迫害は減り、次第に正式な社会集団として認められるようになる。よって、まだ市民権を得ていない宗教団体を指す語であるとした。
アメリカ合衆国においては、1920年頃より、アメリカ発祥のクリスチャン・サイエンスといった主要な宗教伝統に属さない、いわゆる新宗教を指して宗教社会学として、秘教的な教え、カリスマ的指導者への熱烈な崇拝、緩やかな信徒集団をもつ教団を示す概念として「カルト」が用いられるようになった。
1930年代には、保守的なキリスト教聖職者が異端と見なしたキリスト教系団体を指して使用を始める。

### 20世紀中頃
1960年代にはヒッピーらが傾倒した、東洋系等のキリスト教以外の宗教を指し、用いられるようになる。1970年代の宗教学者らは、意図的に宗教集団の類型として使用した。
ハワード・ベッカー（アメリカ社会学者）は、1950年に「チャーチ=セクト類型」を見直し、非キリスト教的なスタイルを持つ新宗教を新たな類型としてセクトに含め、これを「カルト」と主張した。また、心霊術、占星術などの信者集団であり、小規模かつ緩やかな組織構成という特徴を持つとした。
ジョン・ミルトン・インガー（アメリカ社会学者）とハワード・P・ベッカー（アメリカ社会学者）は、「カルト」とは「個人主義的忘我経験や精神的身体的な癒しを求める人々による緩やかな結合であり、既存の宗教伝統から逸脱する教えをもち、それゆえに周辺社会から不審視される」とした。
ロドニー・スターク（アメリカ宗教社会学者）とウイリアム・シムズ・ベインブリッジ

は、「セクト」を「信仰の再確立を目指して母教会から分離した集団」とし、「カルト」を「既存の伝統から逸脱する新しい教えのもとに形成される集団」とした。また、カルトの組織化達成度によって以下の3つの下位類型を設定した。
- 「聴衆カルト」（「オーディエンスカルト」）
新しい神秘的なものについての情報をメディアを通して知り、関心を寄せる人々をメンバーとするもの。
- 「来談者カルト」（「クライエントカルト」）
集団のカリスマ的中心人物を人々が訪ね、来談者（クライエント）となり、セミナーやセラピーに参加する。
「聴衆カルト」（「オーディエンスカルト」）よりは主催者と来談者との関係は密になっている。
- 「カルト運動」
「聴衆カルト」や「来談者カルト」ではエンターテインメントや病気快癒といった一過的で実利的な効果が求められているにすぎないが、「魂の救い」といったようなすぐに確認できない事柄を持続的に保証するための組織化が必然となる。この保証を供給する人間組織こそが「宗教」であるとした。

デイヴィッド・モバーグ（アメリカ宗教社会学者）は、1971年に「教団のライフサイクル論」において、カルトもしくはセクトに該当する新団体の発祥から解体までの製品ライフサイクルは以下の5段階を経ると提唱した。
1. 萌芽的組織 - 社会不安を背景とし、カリスマ性のあるリーダーが登場し、集団（カルト、セクト）が出現する。
2. 公式的組織 - 集団の目標が成文化され、部外者との差異が強調される。
3. 最大能率段階 - 合理的組織が集団を導くようになる。この頃になると集団への部外者からの軽蔑も減り、逆に集団から部外者への敵意も消える。
4. 制度的段階 - 組織運営が官僚的になり、自分たちの特権の保持を目的とするようになる。礼拝なども形式的になり、集団の会員となる資格の基準も緩む。
5. 解体段階 - 組織に腐敗が蔓延し、組織運営の官僚的機構が会員のニーズに対応できないので、退会者が増える。一部のリーダーや会員が信仰復興の改革運動（再生運動）を起こして成功した場合は、新しいサイクルが始まるが、そうでなければ集団は解体に向かう。

### 1970年代後半以降
1978年、米国からガイアナに移動した人民寺院信者の900人に及ぶ集団自殺は、米国で社会問題化し、マスメディアが、社会的に危険とみなされる宗教団体を指して報道で用いるようになる。これを機に 1979年、連邦議会や州による公聴会が開催された。同年には、国際カルト研究会（ICSA、旧:AFF）が設立された。
宗教学の文脈では、1970年代後半 - 1980年代にかけて、アメリカを中心に議論が尽くされた結果、「宗教社会学的な教団類型というよりも、信者の奪回・脱会を支援する弁護士，ケースワーカー，元信者，信者の親族からなるアンチ・カルト集団によってターゲットとされた集団への総称的蔑称であり、特定集団に「レッテル貼り」として用いられる傾向があるという結論が得られている。宗教学者が、この語を、宗教社会学等の学問を根拠とする教団の分類としては用いることはない。

## 各国の状況

### アメリカ合衆国
反カルト陣営の統一見解としては1985年にまとめられた「Cultism:A conference for scholars and policy makers」という文書がある。また、アメリカの宗教団体の脱会者が、絶対的服従やマインドコントロール、犯罪行為を行う反社会的な集団を指して「破壊的カルト」と呼び始める。

### 中南米
ベレンを中心にアマゾン地方に分布するバトゥーケ、バイーアを中心に分布するカンドンブレ、サンパウロなど全国に広まっているウンバンダなどのアフリカ系の宗教は、総じてアフロ・ブラジリアン・カルトと呼ばれている。アフロ・ブラジリアン・カルトは16世紀以来、アフリカから労働力として導入された奴隷によって持ち込まれた伝統的宗教とローマ・カトリックが融合した宗教であり、先住民インディオのシャーマニズムの影響も見られる。アフロ・ブラジリアン・カルトでの「カルト」とは、「流派」という意味合いで使われる。

### ヨーロッパ諸国
「セクト」と「カルト」とは、ときに同義として扱われる。
また、フランスでは反セクト法と通称される法律が制定されているが、ここで対象となる団体は、「フランス政府の規定による社会との軋轢を生む傾向のある団体」であり、宗教団体であるか否かは考慮されていない。

### 中国
中国語では、邪教と呼ばれるが、日本で言う「邪教」とは異なる概念である。
中国当局によって「邪教」に指定されている集団がある。

### 韓国
日本の宗教団体は反日政策を行っていた韓国政府からカルトを意味する「倭色宗教」と認定され布教や活動が禁止されていたが、1998年、金大中の日本文化受入れ解禁によって宗教団体も「倭色宗教」認定が解除され韓国国内で日本の宗教が布教できるようになった。

### 日本
日本においては、1990年頃より、統一教会信者の奪回・脱会を目的とした弁護士らからなる反「カルト」集団により用いられてマスコミにより広められた。
1995年（平成7年）のオウム真理教事件以後、マスメディアで犯罪行為を犯すような反社会的な集団を指して用いられ社会的に認知された。1995-1996年に、マスコミがオウム真理教事件を連日報道する際に、この語を用いたセンセーショナルな記事や単行本が相次いで出版され、修行に違法薬物を使用する・毒ガスによる無差別大量殺人を計画し実施する・大量の武器を所有製作するといった犯罪行為を犯すような反社会的な宗教集団を指す用語として、急速に広まった。オウム真理教事件以後は、反社会的行為を行う詐欺的暴力的な宗教団体等の集団を呼んだことで、「真っ当ではない（反社会的な行動をとる）自己利益追求の宗教集団」というイメージが定着している。
よって、現代では、社会に対して破壊的な行為をする集団を指す通俗用語となっている。日本では戦後、国家機関によるカルトについての定義は一切存在しなかったが、2022年（令和4年）12月09日の参院消費者問題特別委員会で、岸田内閣の河野太郎消費者担当相が「（旧統一教会は）カルトに該当する」と発言し、世界平和統一家庭連合（旧統一教会）は、反社会的な集団である「カルト」に当たるとの認識を示した。政府は「社会的に問題がある団体」（岸田文雄首相）との説明にとどめている。
また、裁判の判決理由において、オウム真理教を指して使用した例が確認できる。
現代の日本の宗教政策としては、「無差別大量殺人行為を行った団体の規制に関する法律」を適用した処分により、旧オウム真理教（現・Aleph、ひかりの輪、山田らの集団）が、長期的に立入検査を受けている（2015年3月の時点において、19都道府県下延べ608か所（実数131か所）への検査の実施が公表され、麻原の写真や麻原・上祐の説法教材の多数の保管が確認されている。）
最近では、『カルト』や『カルト教団』の語が、新宗教全般に対する蔑称のように使用されることも多い。
2022年（令和4年）7月に奈良県で発生した安倍晋三銃撃射殺事件では、逮捕された容疑者から犯行の動機として「統一教会への献金で家庭が破綻したことに対する恨み」という供述がなされ、改めて日本におけるカルトの問題が認知されることになった。

## 指摘・論争
現在、この言葉は宗教問題を指すとは限らず、宗教学者や神学者以外にも、臨床心理学、社会心理学、社会学等の観点により、反社会的な集団への入信から教化過程における多様な理論的な定義付けの試みがされ、「カルト論争」と呼ばれる。カルト論争は、各学問の前提条件やモデルが異なるという事情もあり、現在でも結論は得られていない。

### 宗教学者
- カルト論研究を行う宗教学者の櫻井義秀は、マスメディアが消費するカルト論には否定的である。反カルト集団により「カルトによりマインドコントロールされた」と言う主張もコマーシャルと同様の手法であり、カルトと同様に反カルト集団が裁判の戦略として利用しているドグマであると主張している[109]。また、言葉自体が統一教会信者の奪回・脱会を目的とした弁護士らからなる反カルト集団により、総称的蔑称として、ないしはレッテル貼りを意図して日本に紹介された概念である、特定団体を『カルト』であると言うことは、その団体が宗教的多様性を構成する一つの団体というよりも、一般市民に重大な危害を加える団体であるから、何らかの対処が必要だと主張することに等しいとする[123]。反カルト集団により、裁判戦術の「対抗的ドグマ」として使用された際、まるで、あたかも最新の心理学ないしは宗教学の研究結果であるかのように、マスコミに紹介されたとしている[109]。

- キリスト教学者の芦名定道は『一般的に日本人は、「特定の既成宗教を主体的に信仰している」とも言えず、むしろ何らかの宗教儀式（例えば、冠婚葬祭など）に参加しても「自分は、無宗教である！」と思っている人が多い。そのため直接的な体験よりも、主に『マスコミを介した間接的な情報によって構成された印象（刷り込み現象による影響）』で判断をする傾向にある[124]と自著で述べている。マスコミの提供する情報は、それが「視聴率を獲得するため」という特性から、当然に該当する宗教団体側から見て「報道内容は、不適切だ！」と思われる事も多く、日本の宗教像全般に多大なマイナス・イメージを生じさせている。日本では『カルト』の用法が、『マスコミのセンセーショナルなイメージ』と共に広まったが、メディアは事件報道が主体であり、良いニュースはあまり流さないため、反社会的な団体ではない新宗教へのマイナスイメージが形成されたという指摘もある[125]。

- 宗教学者の浅見定雄（旧約聖書学者、東北学院大学名誉教授）によれば「「カルト」は厳密な学術用語としては放棄されています」「カルト問題は、宗教的問題と異なる社会問題だ」としている。[要出典]

- 宗教学者の島薗進は、米本和広が「カルトとは、ある人物あるいは組織の教えに絶対的な価値を置き、現代社会が共有する価値観 - 財産・教育・結婚・知る権利などの基本的な人権や家族の信頼関係といった道徳観 - を否定する宗教」と定義を示したことに対し、不適切であると批判しており、罪のない集団を「カルト」と名指すことにつながる危険性を指摘している[126]。（ただし、以降、米本は、考えを変え、反カルト陣営の活動も問題視するようになる）

- この語句には多義的な意味があるが、宗教や宗教団体に対して使用する場合は、個人の自由や尊厳を侵害し社会的（一般他者との人間関係）に重大な弊害を生じさせている集団、つまりは、反社会的な団体という意味である。個人的な自らの考えや価値観と異なる思想をもつ団体を排他したり蔑む目的で、教義や儀礼（儀式）が奇異に思えるなどの評価を指すために使うべき用語ではないとする見解もある[116]。

- 2009年 - 2010年に、公安調査庁が、旧オウム真理教以外で、社会通念からかけ離れた特異な活動をしている宗教団体を「特異集団」と位置づけて、情報収集を行っていた[127][128]。

### 宗教団体

#### 統一教会
統一教会は、信者が脱退目的で拉致・監禁されることが相次いでいるとして、人権侵害であると抗議している。反カルト側の問題として、「親族による拉致監禁」により強制的な脱会カウンセリング受講、拉致監禁を契機として統一教会を脱会する「強制説得」を行う際に人権侵害が発生したという告発）、ディプログラミングの弊害（統一教会脱会時にPTSDを発症）、信教の自由への迫害（統一教会への信仰を理由とする侮辱、パワハラ、アカハラ）で訴訟となり、信徒側が勝訴した事例も複数存在している。

#### 神社本庁・日本会議
2016年、LITERAは、週刊金曜日の同年5月27日号に掲載された反神社本庁・反日本会議派神職のインタビュー記事や安丸良夫の著書『神々の明治維新』を引用する形で以下のように主張した。

#### ひかりの輪
オウム真理教後継組織アレフから分派したひかりの輪は、アレフは麻原崇拝のカルトであるが、ひかりの輪はそれとは異なると主張し、両団体を区別するよう主張している。

#### エホバの証人
エホバの証人は、「人間の指導者をあがめ，偶像視することが，今日のカルト教団の大きな特徴をなしています」と定義し、「エホバの証人の間にそれが見られないのは，このように聖書の教えに固く付き従っているからにほかなりません。エホバの証人は僧職者と平信徒を区別する考えを退けます。」としている。

#### 創価学会
フランス国民議会で、1995年に採択されたアラン・ジュスト報告書のリストに、統一教会やエホバの証人と共に、創価学会がカルト（セクト）として名前が掲載された。
同議会で同リストを撤回する決議は現在もされておらず、同リストは現在も有効なままである。

この「カルト宗教のトラブル対策」は、2000年5月に出版されたものだが、その後、2008年2月25日付のフランスの内務大臣通達では、1995年のセクト団体リストは使用しないとされている。
2005年5月、当時のフランスの首相（ジャン・ピエール・ラファラン）が各閣僚と知事あてに発信した「セクトの逸脱対策に関する 2005年5月27日付通達」では「これまで行政当局の対策は、“この団体がセクトだ”というリストのみに基づいていたために、取締りと自由尊重のバランスを効果的に取ることができず、また法的根拠のしっかりとした対策もとれなかった。そこで、特定の団体をブラックリストに載せて危険視するのではなく、刑事犯および一般的な違法行為に相当するものを特定して処罰するために、信者の個人の自由を侵害する危険性をもつと思われる団体を監視することが決定された。」と掲載されている。
先の2008年2月25日付のフランスの内務大臣通達には「この首相通達は、1995年のセクト団体リストは使用せず、事実に基づいた理論によって調査範囲を広げ、調査対象を既知の団体に限定しないよう、明確に強調している。」「頻繁に使用されている『セクト』という概念は、法的概念ではなく、事実に基づいた概念である。ゆえに、ここで重要なのは『公共秩序』なのである。」と言及されている。
「Le Monde des Religions」2011年9月号の中でMIVILUDESのジョルジュ・フネック会長（当時）は、フランス創価学会運動体について、「MIVILUDESは、創価学会に関するセクト的行為の報告を五年以上前から受けていない。創価学会は、宗教活動と事業活動を分離しており、少なくともフランスにおいては問題組織ではない。」と述べている。
創価学会自身は、現在、創価学会はセクトとして取り扱われていないと主張をしているが、FORUM21 通巻321号は反論している。なお、FORUM21は、「ISBNコード」、「定期刊行物コード」のいずれも付与されておらず、自費出版物に該当する。
それによると、まず83年に行われた「ヴィヴィアン報告」について、創価学会としては「一人の脱会者による狂言を検証することなく鵜呑みにし、引用したもの」としているが、二度目の調査では、創価学会については慎重に調査が行われ、その結果に基づき、フランス国会は創価学会を「セクト」としたとされている。
この報告を受けて、96年2月には、内務大臣が「セクト的運動の枠内で人と財産に対してなされた侵害」に対策を求める通達を出し、そこには、95年国会報告のセクトリストが添付されており、創価学会も含まれていたという。
また、FORUM21の発行人の名誉毀損裁判で、創価学会側が証拠として提出した08年5月21日付のMIVILUDESルレ本部長（当時）の書簡には「1995年のリストにつきましては、首相令に則り、国家関係機関はそれを援用することはまったくありませんが、三権分立の原則により、それを改正もしくは解消することは、同機関の権限ではありません 」と記されているが、FORUM21では、今日に至るまでフランス国会は、95年報告のリストの廃棄宣言はしていないとしている。
さらに2022年8月25日付の聖教新聞に「08年と11年にも同国の政府機関は『創価学会には逸脱行為は認められない』と発表しているのです」とあるが、MIVILUDESはじめ、政府が公式に発表したことはないと主張している。
「セクトと子供」調査時のMIVILUDESルレ本部長が「最近私達は創価学会の雑誌の中で小学校の教員が『師』からうけた教えを子供たちとのコミュニケーションの中で実践していると自画自賛するのを読みました。唖然としてしまいました」と証言したとし、この証言は、創価学会が常に警戒の対象となっているという何よりの証拠であると述べている。2020年にはMIVILUDESに創価学会について10件の通報があったという。

## サブカルチャーでの用例
カルトと言う単語の本来の意味に則したものとして、少数の熱烈なファンを持つ映画や文学、音楽やアニメなどの作品について、カルトという言葉が用いられることがしばしばある。カルト映画やカルト・ミュージックなどがその例である。特定分野のマニアックな内容を設問にしたクイズ番組『カルトQ』やウッチャンナンチャン主演の映画作品『七人のおたく cult seven』などがある。

## 関連する人物
- スティーブン・ハッサン - 元統一教会幹部。アメリカのメンタルヘルスカウンセラー（英語版）。体験に基づく自著において使用した用語を、浅見定雄が「破壊的カルト」と訳す[147][148]。